# Cierva C.17
El Cierva C.17 fue un autogiro experimental diseñado por el ingeniero español Juan de la Cierva y Codorníu en el Reino Unido en 1928, y construido por Avro (cuya designación para este aparato fue Type 612). 

## Desarrollo
El C.17 (Avro Type 612) fue un intento de construir, tras el éxito del Cierva C.8L Mk III, una versión reducida con un motor A.D.C. Cirrus III de 90 hp y basado en un fuselaje de un Avro Avian IIIA. Voló en octubre de 1928, pilotado por de la Cierva, pero se le encontró falto de potencia y se construyó una segunda versión, el C.17 Mk II, con un motor radial Avro Alpha de 100 hp. Este modelo tampoco tuvo éxito y fue convertido en un Avian en 1935.

## Variantes
C.17 (Avro Type 612)
Propulsado por un motor lineal A.D.C. Cirrus III de 67 kW (90 hp), uno construido.
C.17 Mk II
Versión propulsada por un motor radial Avro Alpha, uno construido.

## Especificaciones (C.17)
Referencia datos: Jane's all the World's Aircraft 1928, British Aircraft Directory

### Características generales
- Tripulación: Uno (piloto)
- Capacidad: Un pasajero
- Longitud: 8,8 m (28,8 ft)
- Diámetro rotor principal: 10,1 m (33,3 ft)
- Envergadura: 6,02 m (ala auxiliar)
- Altura: 3,38 m (cola)
- Peso vacío: 458 kg (1009,4 lb)
- Peso cargado: 660 kg (1454,6 lb)
- Peso máximo al despegue: 655 kg (1443,6 lb)
- Planta motriz: 1× motor lineal de cuatro cilindros refrigerado por aire A.D.C. Cirrus III.
  - Potencia: 67 kW (92 HP; 91 CV)
- Hélices: Avro bipala de madera de paso fijo

### Rendimiento
- Velocidad máxima operativa (Vno): 145 km/h (90 MPH; 78 kt)
- Velocidad de entrada en pérdida (Vs): 40 km/h (25 MPH; 22 kt)
- Alcance: 338 km (183 nmi; 210 mi) a 110 km/h
- Régimen de ascenso: 2,5 m/s (492 ft/min)
- Potencia/peso: 11,13 kg/kW (18,2 lb/hp)

## Aeronaves relacionadas

### Desarrollos relacionados
- Avro Avian
- Cierva C.8

### Secuencias de designación
- Secuencia C._ (Interna de la compañía Cierva): ← C.8 - C.9 - C.12 - C.17 - C.19 - C.20 - C.21 →
- Secuencia Numérica (interna de Avro): ← 604 - 605 - 611 - 612 - 616 - 617 - 618 →